# Зов на поробените
„Зов на поробените“ с подзаглавие Издават учениците бежанци при Кюстендилската смесена гимназия е български младежки вестник на македонската емиграция в България, излизал в Кюстендил от октомври 1930 до октомври 1933 година.
Вестникът е издаван от редакционен комитет. От брой № 3 подзаглавието става Редактират и сътрудничат македонски младежи. Печата се в печатница „Труд“ в тираж от 500 – 2000 броя. Адресът на редакцията е на Йосиф Мицов.
Вестникът е близък до Вътрешната македонска революционна организация, като подкрепя крилото на Иван Михайлов. Публикува биографии на македонски дейци.
| Годишнина | Броеве | Дата                      |
| --------- | ------ | ------------------------- |
| I         | 1 – 4  | октомври 1930 – юни 1932  |
| II        | 5 – 9  | септември 1932 – юни 1933 |
| III       | 1      | октомври 1933             |